# Добжень-Великий
Добжень-Великий (пол. Dobrzeń Wielki, нім. Groß Döbern) — село в Польщі, у гміні Добжень-Великі Опольського повіту Опольського воєводства.
Населення — 4445 осіб (2011).

## Демографія
Демографічна структура станом на 31 березня 2011 року:
|          | Загалом | Допрацездатний вік | Працездатний вік | Постпрацездатний вік |
| -------- | ------- | ------------------ | ---------------- | -------------------- |
| Чоловіки | 2134    | 420                | 1526             | 188                  |
| Жінки    | 2311    | 406                | 1480             | 425                  |
| Разом    | 4445    | 826                | 3006             | 613                  |